# Nature Nanotechnology
A Nature Nanotechnology egy 2006-os alapítású lektorált fizikai és kémiai szakfolyóirat, mely bár a Nature szakfolyóirat-család tagja, önálló szerkesztőséggel rendelkezik. Kiadója a Nature Publishing Group mely a folyóiratot havonta adja közre. A nanotechnológia témakörével kapcsolatos folyóiratok közül a 2015-ös adatok alapján a Nature Nanotechnology rendelkezett a legjobb tudománymetrikai mutatókkal.

## Tartalma
A folyóiratban jellemzően az alábbi témakörökkel kapcsolatos cikkeket jelentetnek meg:
- Szén nanocsövek és fullerének
- Nanotechnológiai elvek
- Nanoeszközök elektromos jellemzői
- A nanotechnológia környezeti, egészségügyi és biztonsági vonatkozásai
- Molekuláris gépek és motorok
- Molekuláris önrendeződés
- Nanobiotechnológia
- Nanofluidika
- Nanomágnesség and spintronika
- Nanoanyagok
- Nanogyógyszerek
- Nanometrológia, mérőrendszerek
- Nanorészecskék
- Nanoszenzorok és kapcsolódó eszközök
- Nanoelektromechanikus rendszerek (NEMS)
- Szerves–szervetlen nanoszerkezetek
- Fotonikus rácsok és eszközök
- Kvantuminformatika
- Nanoszerkezetek szerkezeti jellemzése
- Felületi mintázás és képalkotás
- Előállítás

## Tudománymetrikai adatai
| Mérőszám                                                | 2015     |
| ------------------------------------------------------- | -------- |
| Összes publikáció                                       |          |
| Impaktfaktor (hatástényező)                             | 35.267   |
| Az impaktfaktor ötéves átlaga (five-year impact factor) | 40,632   |
| Közvetlenségi index (immediacy index)                   | 7,914    |
| Az idézések felezési ideje (cited half-life)            |          |
| EigenFactor-pontszám                                    | 0,167690 |
| A cikkek hatása (Article Influence Score)               | 17,356   |
| CiteScore                                               |          |
| (Source-Normalized Impact per Page, SNIP)               |          |
| SCImago-rang                                            | 19,832   |
| 1. 2. 3. 4. 5. 6. 7. 8.                                 |          |